# Hapur
Hapur es una ciudad en el distrito de Hapur , en el oeste de Uttar Pradesh , India , así como la sede central.  Ubicado a unos 60 kilómetros (37,3 mi) al este de Nueva Delhi , la ciudad es parte de la Región de la Capital Nacional de Delhi (NCR) .  La carretera nacional 9 pasa por la ciudad y la conecta con Delhi . 

## Historia
Se dice que Hapur fue fundada en el siglo X.  Daulat Scindia lo concedió a su general francés Pierre Cuillier-Perron a fines del siglo XVIII.  Bajo el Raj británico , Hapur se encontraba en el distrito de Meerut , estaba rodeado de varios arboledas finas y realizaba un considerable comercio de azúcar, cereales, algodón, madera, bambú y utensilios de bronce.  La importante caballería, el depósito y la granja de Babugarh se adhirieron a la ciudad.

## Geografía
Hapur (Haripur) está situado en 28°43′N 77°47′E / 28.72, 77.78 .  Tiene una elevación promedio de 213 metros (más alto que sus vecinos). 

## Clima
Hapur tiene un clima subtropical húmedo influenciado por los monzones caracterizado por veranos muy calurosos e inviernos fríos.  Los veranos duran desde principios de abril hasta finales de junio y son extremadamente calurosos, con temperaturas que alcanzan los 43 grados Celsius (109,4 °F)     .  El monzón llega a finales de junio y continúa hasta mediados de septiembre.  Las temperaturas bajan ligeramente, con una gran cantidad de nubes, pero con mayor humedad.  Las temperaturas suben de nuevo en octubre; y la ciudad tiene una temporada de invierno suave y seca desde finales de octubre hasta mediados de marzo.
La lluvia es de unos 90   cm a 100   cm por año, lo que es adecuado para el cultivo de cultivos.  La mayor parte de la lluvia se recibe durante el monzón.  La humedad varía de 30 a 100%.

## Demografía
Según el censo de 2011, Hapur tenía una población de 262.801, compuesta por 139,694 hombres y 123,107 mujeres.  La tasa de alfabetización fue del 75,34%.

## Autoridad de Desarrollo Hapur-Pilkhuwa
Se están estableciendo muchos institutos de investigación y educación de alto nivel en la Región de Desarrollo de Hapur-Pilkhuwa, por ejemplo, una facultad de odontología e instituto de investigación, institutos de ingeniería, colegios de comercio, una sucursal de la Escuela Pública de Delhi y otros centros educativos y de investigación.  Del mismo modo, en el desarrollo de viviendas, muchos desarrolladores famosos como Ansal Housing Group, Eros Group, etc., están invirtiendo grandes cantidades de dinero en la construcción de viviendas para la ciudad.

## Gente de hapur
- Ram Charan , un reconocido pensador y gurú de la administración, es originario de Hapur.
- Abdul Haq , el pionero de Anjuman Taraqqi-i-Urdu y el líder del movimiento Urdu en la India británica .[7]
- Chaudhary Charan Singh , el ex primer ministro de India , nació en el pueblo de Noorpur, Hapur.
- Gajraj Singh , Congreso Nacional de la India , es de Hapur.  En el pasado, representó a Hapur en la Asamblea Legislativa de Uttar Pradesh .[8]